# Halacarus anomalus
Halacarus anomalus är en kvalsterart som beskrevs av Édouard Louis Trouessart 1894. Halacarus anomalus ingår i släktet Halacarus och familjen Halacaridae. Arten är reproducerande i Sverige. Inga underarter finns listade i Catalogue of Life.